# North Sea Jazz Festival
Het North Sea Jazz Festival is een jaarlijks muziekfestival dat in het tweede weekend van juli wordt georganiseerd. Van 1976 tot en met 2005 vond het festival plaats in het World Forum Convention Center in Den Haag, toentertijd Congresgebouw geheten; sinds 2006 wordt het gehouden in Ahoy te Rotterdam.

## Geschiedenis
Het driedaagse festival werd opgericht door Paul Acket, zakenman en jazzliefhebber, die in de jaren zestig een vermogen had vergaard met de muziekbladen Muziek Expres en Popfoto. Toen Acket zijn bedrijf in 1975 verkocht, was hij in staat het North Sea Jazz Festival zelfstandig te ontwikkelen en financieren.
Eerder organiseerde Acket in samenwerking met de Amerikaanse jazzimpresario George Wein een driedaags jazzfestival in de Rotterdamse De Doelen. Het Newport Jazz Festival in Europe vond daar plaats van 1966 tot en met 1975, toen de gemeente Den Haag de vermakelijkheidsbelasting afschafte en Acket naar Den Haag verhuisde.
Acket wilde graag een diversiteit aan jazzstijlen presenteren, van Amerikaanse jazz tot Europese avant-garde. In 1976 vond de eerste editie van het festival plaats in Den Haag: zes podia, 30 uur muziek en 300 musici trokken meer dan 9.000 bezoekers. Allerlei jazzgrootheden traden op, onder wie Sarah Vaughan, Count Basie, Dizzy Gillespie, Oscar Peterson, Miles Davis en Stan Getz, aangevuld met de top van de  Nederlandse avant-garde. Sinds het overlijden van Acket in 1992 is de organisatie in handen van concertpromotor Mojo, dat toen al jaren betrokken was bij de organisatie.
Sinds 1985 wordt op het North Sea Jazz Festival een muziekprijs uitgereikt die tot 2006 bekendstond als de Bird Award en sindsdien als de Paul Acket Award. De prijs wordt uitgereikt aan beginnende jazzmuzikanten die meer aandacht verdienen vanwege hun uitzonderlijke muzikanttalent.
Het festival is sinds de oprichting uitgegroeid tot een omvang van zestien podia, 150 artiesten en meer dan 25.000 bezoekers per dag. Naast optredens van bekende namen als Miles Davis, Ella Fitzgerald, Sarah Vaughan, Lionel Hampton, Eric Clapton, Herbie Hancock, George Benson, Van Morrison, Erykah Badu, Candy Dulfer, Steve Coleman, Nat Adderley, Ibrahim Ferrer, Alicia Keys, Al Jarreau, B.B. King, Wynton Marsalis, Trijntje Oosterhuis, Jamiroquai en The Zawinul Syndicate biedt het North Sea Jazz Festival ook nieuw talent een podium om door te breken. Enkele namen van artiesten die op het North Sea Jazz Festival voor het eerst werden geïntroduceerd aan het Europese publiek zijn Shirley Horn, Tania Maria, Roy Hargrove en Rachelle Ferrell.

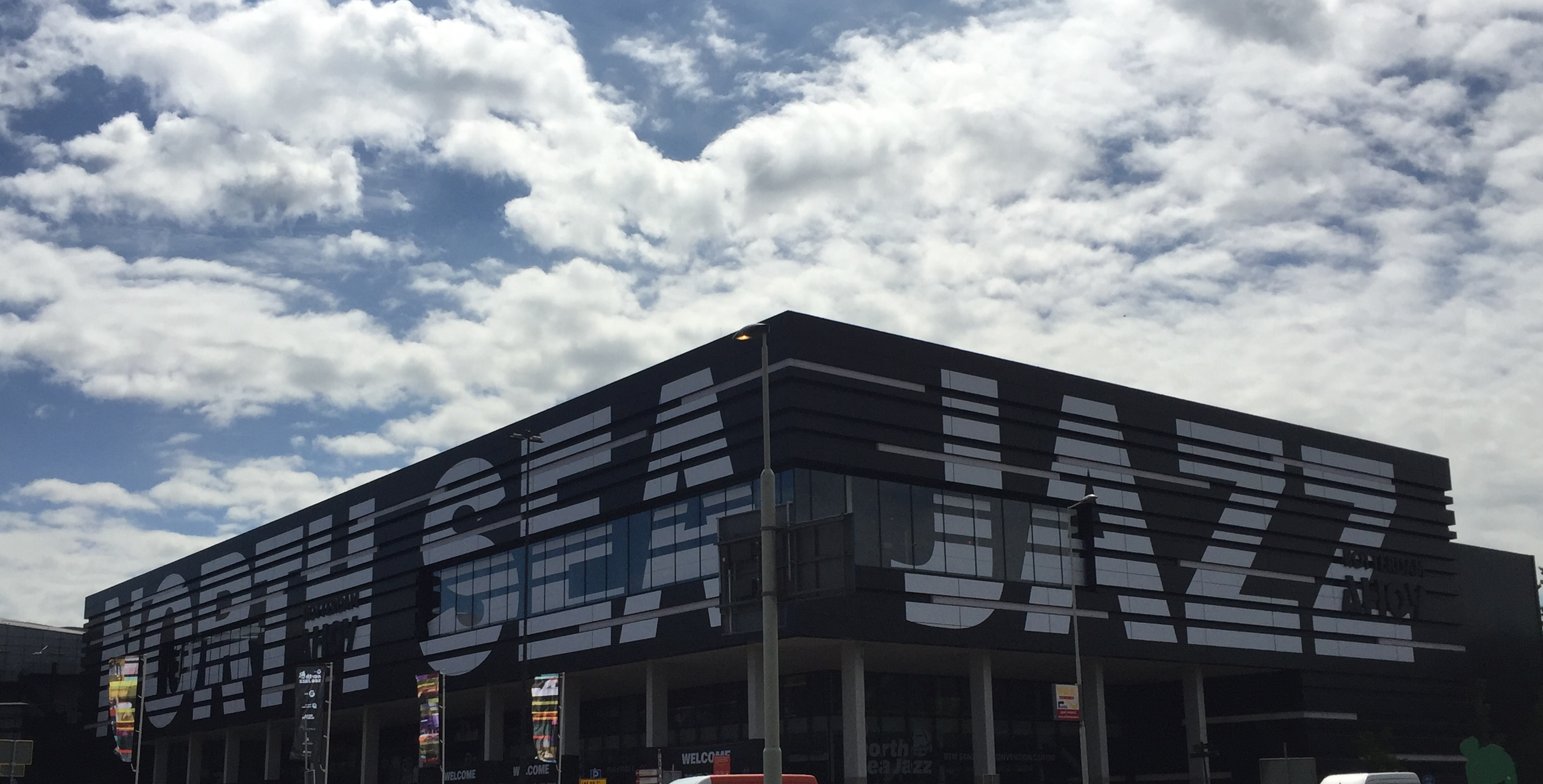
Rotterdam Ahoy 2022

Sinds 2006 wordt het North Sea Jazz Festival niet meer gehouden in het World Forum Convention Center in Den Haag, maar op een andere locatie, Rotterdam Ahoy. Dit omdat de organisatie van mening was dat het Haagse congrescentrum, na de afbraak van meer dan de helft van het complex, onvoldoende plaats bood aan het festival (en omdat er op die wijze ook geen sluitende begroting meer te maken was). De opzet in Ahoy is een stuk ruimer dan op de oude locatie, wat zorgt voor veel betere zichtlijnen en een goede doorstroming van het publiek tussen de diverse concertzalen. De capaciteit van het festival is echter niet verhoogd, zodat het 'ruime' karakter op de nieuwe locatie behouden is gebleven. Ook is er veel aandacht aan publieksstromen besteed, zodat de doorstroming ook tijdens de piekuren goed blijft. Sinds de start van North Sea Jazz in Rotterdam wordt ook het fringe festival North Sea Round Town gehouden. In de twee weken voorafgaand aan het festival in Ahoy vinden ruim tweehonderd, veelal gratis toegankelijke jazzconcerten plaats, verdeeld over zo'n honderd locaties. De officiële afterparty van het festival in Rotterdam, Boogieball, vindt plaats in jazzclub BIRD.
In 2011 vonden tijdens het festival in Rotterdam drie nachtconcerten plaats. Prince speelde toen drie avonden op rij. In 2012 gaf Lenny Kravitz een speciaal nachtconcert.
Na de vernieuwing van de samenwerking met de stad Rotterdam in 2013 heette het festival een aantal jaren officieel Port of Rotterdam North Sea Jazz Festival. In 2017 nam NN Group het stokje over als titelpartner, en sindsdien heet het festival NN North Sea Jazz Festival. In 2024 werd deze samenwerking opnieuw verlengd met drie jaar.
Naast het festival in Rotterdam heeft sinds 2010 ook een editie plaats op Curaçao: het Curaçao North Sea Jazz Festival.
In 2020 en 2021 ging het festival niet door vanwege de coronapandemie. Er waren in deze twee jaren wel alternatieven. In 2020 werd een concert met het Metropole Orkest uitgezonden onder de noemer North Sea Jazz 2020 in Concert: Metropole Orkest & Friends en in 2021 werden enkele concerten georganiseerd op verschillende locaties in Rotterdam onder de noemer NN North Sea Jazz Downtown.

## Galerij

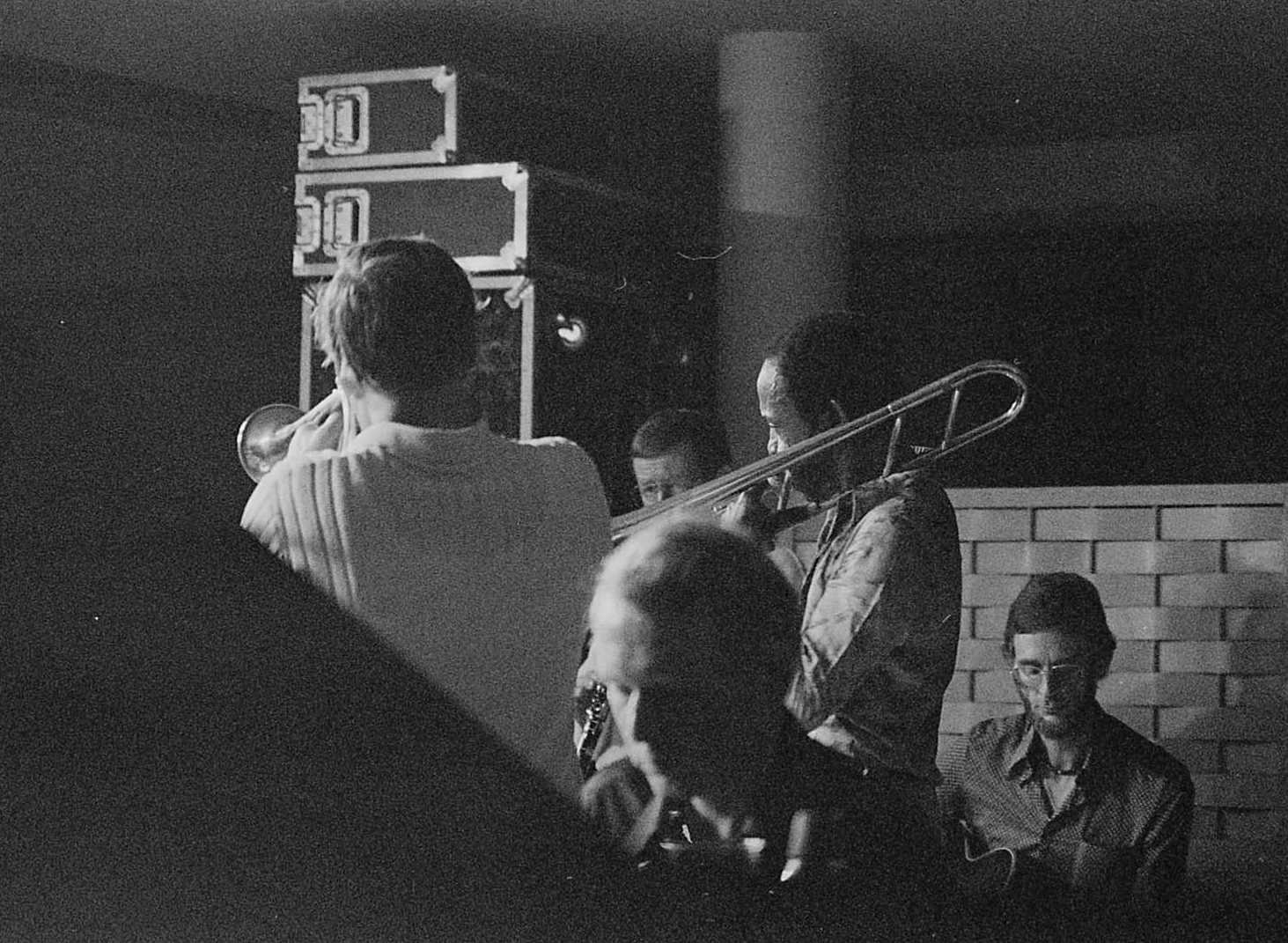
Gene Conners tijdens North Sea Jazz 1979
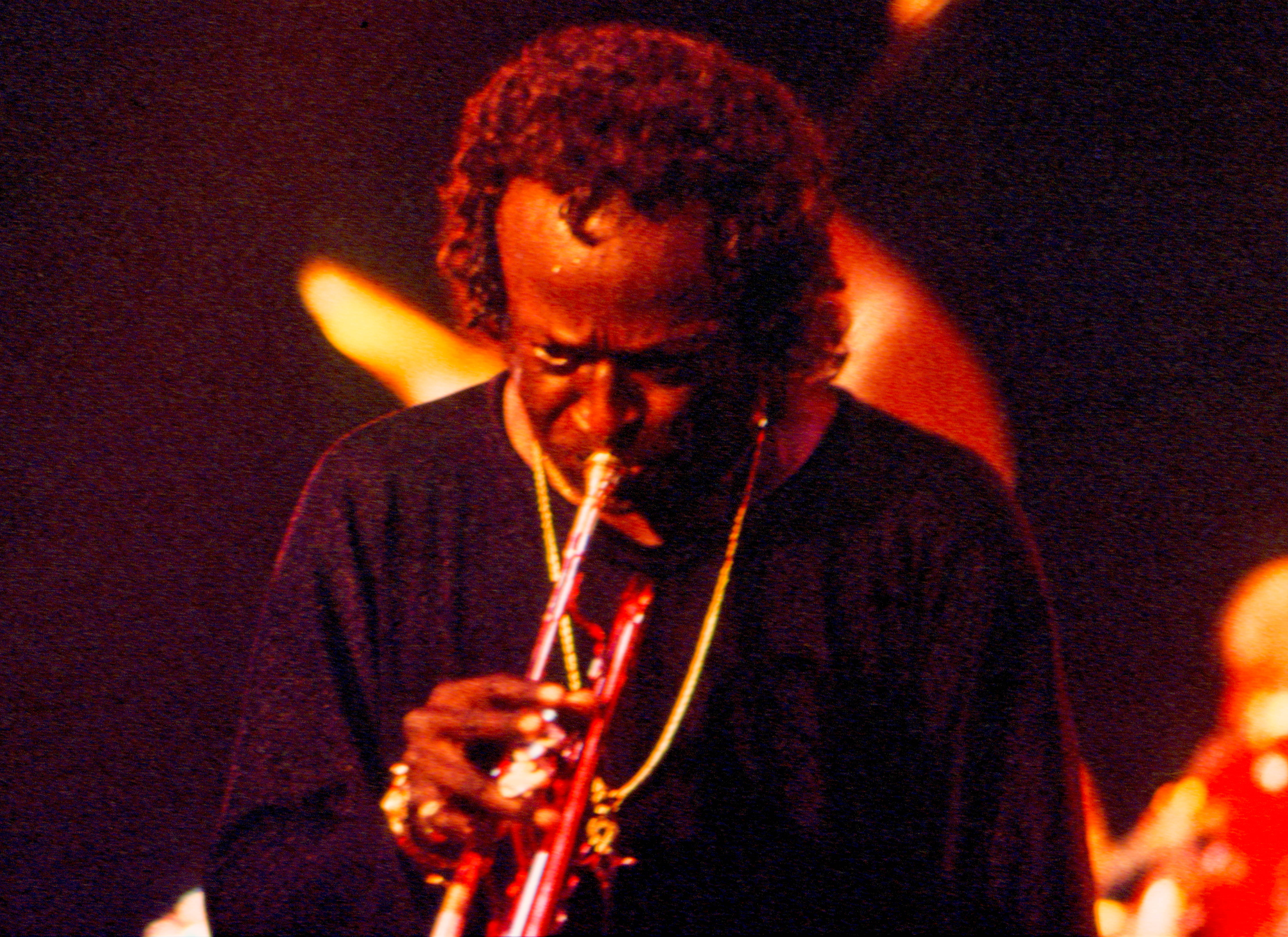
Miles Davis tijdens North Sea Jazz 1991
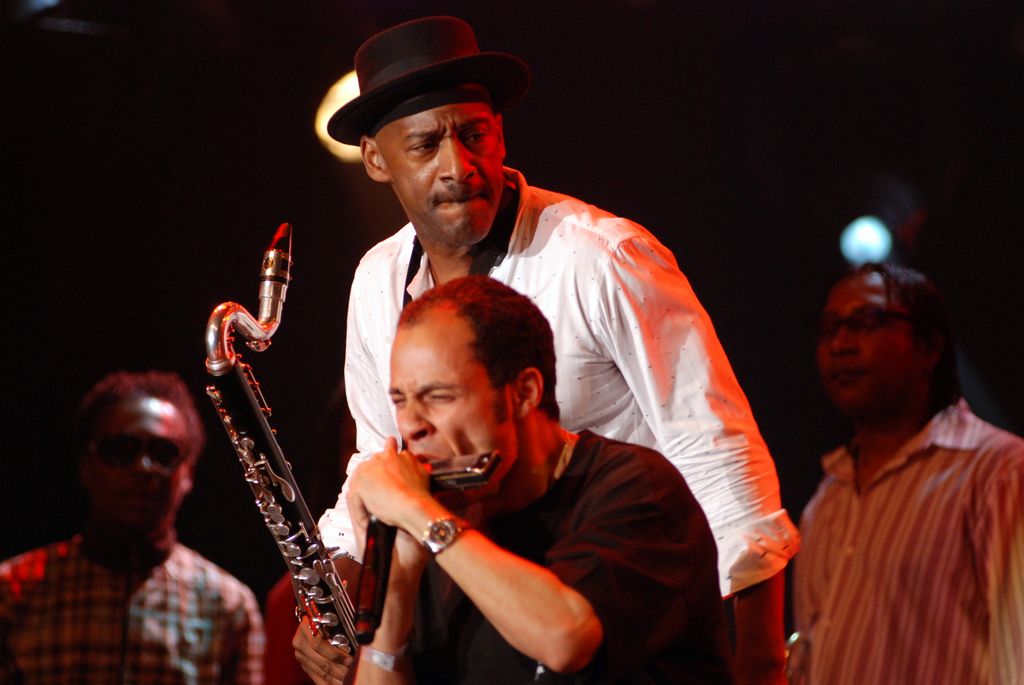
Marcus Miller en Grégoire Maret tijdens North Sea Jazz 2007
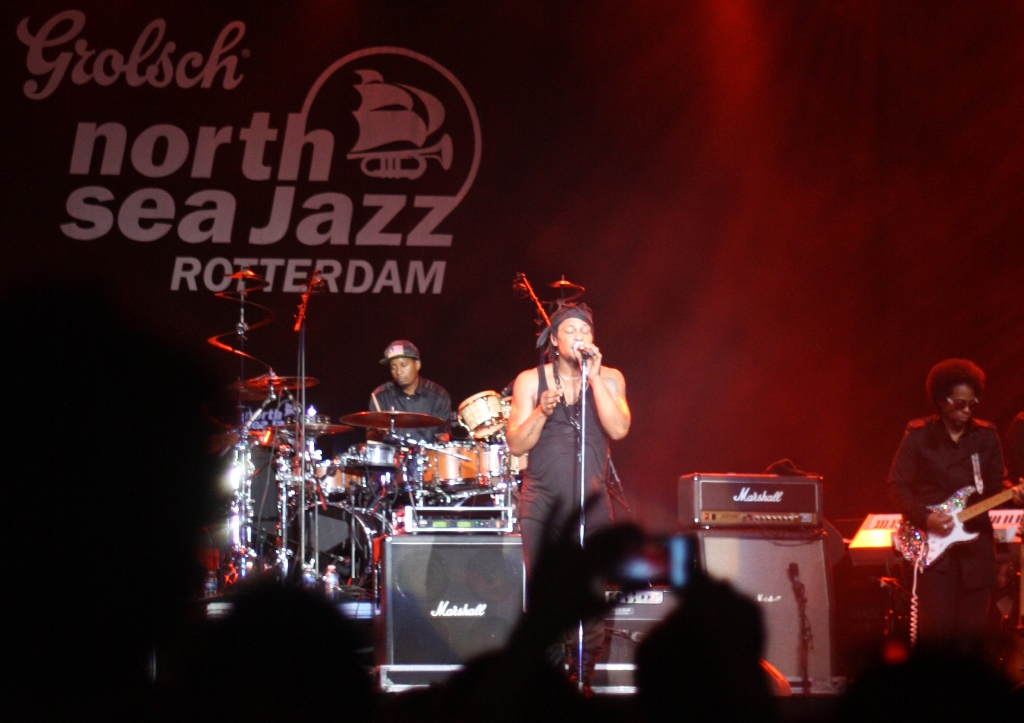
D'Angelo (North Sea Jazz 2012)
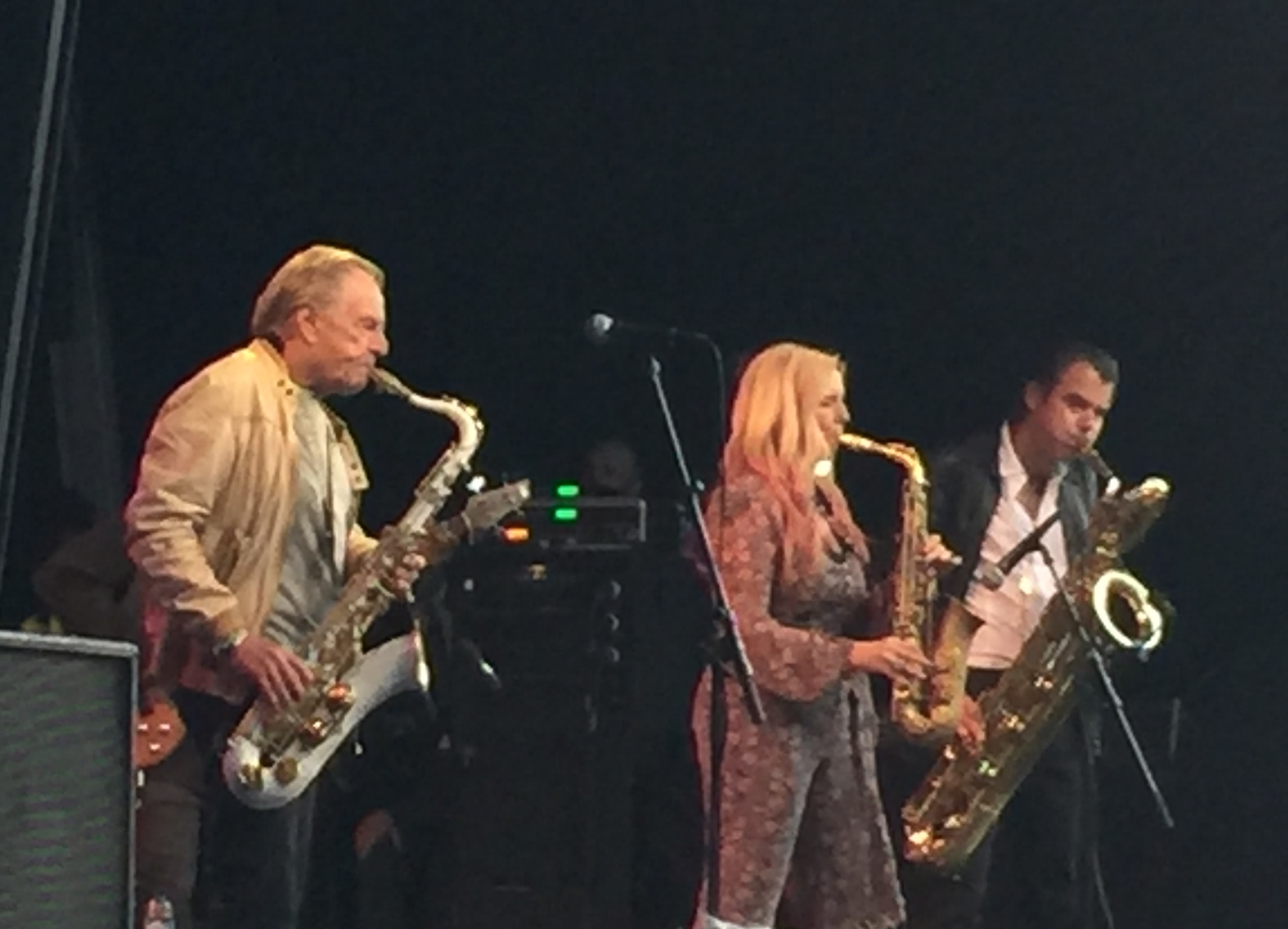
Hans & Candy Dulfer, Koen Schouten (North Sea Jazz 2022)

## Voetnoten
1. ↑  After the show is... Boogieball. northseajazz.com. Gearchiveerd op 2 december 2024. Geraadpleegd op 2 december 2024.
2. ↑  Van Usher tot Macy Gray: Boogieball blijft, ondanks pensioen bedenkers, bestaan. OPEN Rotterdam (12 juli 2022). Gearchiveerd op 2 december 2024. Geraadpleegd op 2 december 2024.
3. ↑  Kamer, Gijsbert, "Twee keer Prince op North Sea Jazz: belabberd en imponerend", de Volkskrant, 10 juli 2011. Geraadpleegd op 2 december 2024.
4. ↑  (en) Lenny Kravitz. northseajazz.com. Gearchiveerd op 2 december 2024. Geraadpleegd op 2 december 2024.
5. ↑  North Sea Jazz en Rotterdam verlengen samenwerking. www.northseajazz.com. Gearchiveerd op 28 november 2024. Geraadpleegd op 8 augustus 2024.
6. ↑  NN Group titelsponsor North Sea Jazz. www.northseajazz.com. Gearchiveerd op 28 november 2024. Geraadpleegd op 8 augustus 2024.
7. ↑  Verlenging partnership NN. www.northseajazz.com. Gearchiveerd op 28 november 2024. Geraadpleegd op 8 augustus 2024.
8. ↑  Curaçao North Sea succesvol verlopen. Antilliaans Dagblad (5 september 2010). Geraadpleegd op 2 december 2024.
9. ↑  North Sea Jazz presenteert: NN North Sea Jazz Downtown. www.northseajazz.com. Gearchiveerd op 28 november 2024. Geraadpleegd op 12 juli 2021.